# Willem den Boer
Willem den Boer (Charlois, 7 maart 1889 – Dordrecht, 8 maart 1969) was een Nederlandse verzetsstrijder en Engelandvaarder.

## Voor de oorlog
Willem den Boer werd in Charlois geboren, dat destijds nog een zelfstandige gemeente was, maar later in Rotterdam is opgegaan. Na de lagere school ging Den Boer naar de Christelijke HBS in Rotterdam. Daarna studeerde hij in Delft voor scheepsbouwkundig ingenieur. Daar was hij medeoprichter van de christelijke studentenvereniging SSR. Hij trouwde in 1912 met Maaike Stijntje Vaandrager en kreeg met haar elf kinderen. Het paar ging in 1916 in Dordrecht wonen, waar hij in de twintiger jaren een scheepsbouwkundig adviesbureau oprichtte. Dat bureau specialiseerde zich in het ontwerpen van drijvende bokken. In 1925 werd hij gepolst door ds. Kersten, de oprichter van de SGP, om als tweede op de lijst van die partij voor de verkiezingen van de Tweede Kamer te staan, maar dat aanbod weigerde hij. Sinds 1914 was Den Boer ook reserve-officier in het Nederlandse leger; bij het uitbreken van de Tweede Wereldoorlog had hij de rang van majoor.

## Oorlogsjaren

### Meidagen 1940
Op 10 mei 1940 probeerde majoor Den Boer met een haastig verzameld aantal soldaten de bruggen tussen Dordrecht en Zwijndrecht die door de Duitsers waren bezet, te heroveren vanuit het Sportfondsenbad dat aan de voet van de bruggen lag. Daarbij zette hij poppen in die voor het oefenen van reddend zwemmen werden gebruikt. Door deze poppen met een helm op voor de ramen van het zwembad te plaatsen, wilde hij bij de Duitsers de indruk wekken dat ze tegen een stevige troepenmacht vochten. De Duitse overmacht dwong hem uiteindelijk zich terug te trekken. In de dagen daarna bleef hij, vaak onder hevig vijandelijk vuur, voor het behoud van Dordrecht strijden. Wegens zijn moedig optreden in die meidagen werd hem na de oorlog door koningin Wilhelmina het Bronzen Kruis toegekend. Op 14 mei 1940, de dag voor de capitulatie, stond hij naast de commandant van Dordrecht overste Jo Mussert, broer van NSB-leider Anton Mussert, toen die bij zijn arrestatie als vermeend landverrader door een Nederlandse officier werd neergeschoten.

### Oranjewacht
Na de capitulatie ging Willem den Boer het verzet in. Zo wist hij in het geheim wapens die de Duitsers bij Nederlandse soldaten hadden ingenomen, weg te halen uit het depot waar zij lagen opgeslagen, en uit te delen aan zijn kameraden. Al gauw werd Den Boer de landelijke commandant van een van de eerste verzetsorganisaties, de Oranjewacht, opgericht door Piet Hoefsloot uit Arnhem. Deze organisatie wilde helpen bij de bevrijding van Nederland en de monarchie herstellen. Ze bestond uit een netwerk van verschillende regionale groepen die tezamen enkele duizenden leden telden. Toen de Duitsers de groep in december 1940 oprolden, ontsnapte Den Boer ternauwernood aan arrestatie en dook hij onder. Zijn vrouw en drie van zijn elf kinderen werden ruim drie maanden gegijzeld om hem ertoe te brengen zich over te geven, zijn vrouw op het Rotterdamse politiebureau en de drie kinderen in het Oranjehotel in Scheveningen.

### Engelandvaart

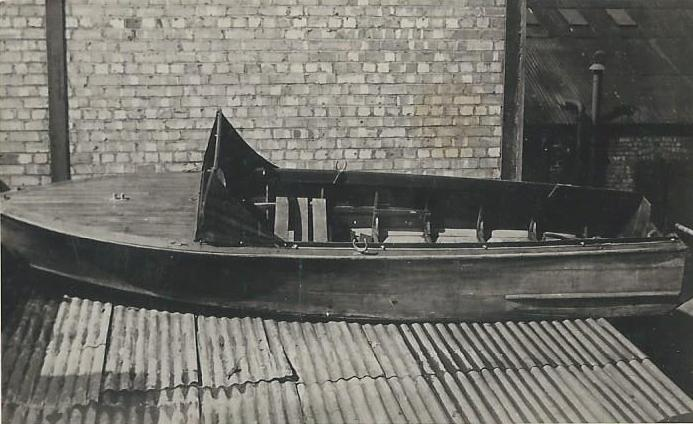
Bootje waarmee Willem den Boer naar Engeland overstak

Den Boer weerstond de druk om zich over te geven. Terwijl hij onder verschillende schuilnamen van het ene naar het andere onderduikadres verhuisde, ontstond de gedachte om naar Engeland over te steken en de Nederlandse regering in ballingschap om instructies, geld en wapens voor het verzet te vragen. Een plan om met een watervliegtuig vanaf het Uddelermeer te vertrekken, leek hem na een verkenning ter plekke te gevaarlijk. Ook een plan om mee te gaan in een vliegtuig dat op Schiphol van de Duitsers zou worden gestolen en daarvandaan zou opstijgen, ging niet door. Uiteindelijk lukte het hem om eind juni 1941 samen met zes anderen, onder wie de Amsterdamse huisarts Ben Sajet, in een bootje van nog geen vijf meter lang vanaf Petten de Noordzee over te steken. Na een moeizame tocht van 36 uur, met een haperende buitenboordmotor en het verlies van een roeiriem, kwamen ze in Lowestoft aan. Ook voor die overtocht ontving hij het Bronzen Kruis.

### Londense periode
In Londen aangekomen wilde hij namens de Oranjewacht en drie andere verzetsgroepen (Ordedienst, Legioen Oud Frontstrijders en Groep Erkens) de Nederlandse regering vragen om instructies voor het verzet. Zijn ideaal was en bleef dat Nederland door de Nederlanders zelf zou worden bevrijd. In Londen probeerde hij premier Gerbrandy en andere ministers van dit ideaal te overtuigen, maar vond hij weinig weerklank.
In de zomer van 1941 maakte hij een plan voor een aanval op het Oranjehotel om de daar opgesloten verzetsstrijders te bevrijden. De regering keurde dit plan echter af.
In het najaar van 1941 begon hij een opleiding tot parachutist, omdat hij terug wilde naar bezet gebied. Bij een van zijn oefensprongen brak hij een ruggenwervel, waardoor hij een half jaar een korset van gips had. Een nieuwe poging om als parachutist te worden gedropt, werd hem afgeraden.
Ondertussen werd hij van de ene functie naar de andere geschoven, waardoor hij het gevoel kreeg steeds meer op een zijspoor te belanden. Ook zijn relatie met Gerbrandy werd steeds slechter. Uiteindelijk werd hij in het voorjaar van 1943 door de regering op non-actief gesteld, officieel omdat er voor hem geen werk meer was te doen.
Door zijn voordrachten voor Radio Oranje wist zijn gezin in Dordrecht dat hij nog leefde. Zijn zoons onttrokken zich aan de Arbeitseinsatz en konden tijdens een razzia nog net op tijd ontsnappen aan arrestatie. Ook zijn oudste dochter, die in het verzet zat, wist uit handen van de Duitsers te blijven.
In oktober 1944 kreeg Den Boer in Londen een baan op het Bureau Bijzondere Opdrachten, dat tot taak had geheime agenten naar bezet gebied uit te zenden. Hij wilde zich daar graag actief tegenaan bemoeien, maar werd er tot zijn teleurstelling belast met de boekhouding.
Een paar dagen na de capitulatie door de Duitsers keerde hij terug naar Nederland. Daar zette hij zich in Dordrecht meteen in voor de hongerige bevolking door een voedseltransport vanuit het al eerder bevrijde Noord-Brabant langs de versperringen in de Dordtse Kil naar zijn woonplaats te loodsen.

## Na de oorlog
Na de oorlog voerde hij strijd om eerherstel voor het verzet en uitte hij in lezingen felle kritiek op het optreden van de Nederlandse regering tijdens de oorlogsjaren. Die kritiek uitte hij ook voor de commissie die hem in 1948 verhoorde in het kader van de Parlementaire enquête naar het regeringsbeleid in de Tweede Wereldoorlog. Mogelijk had zijn herinnering aan de jaren dat hij in Londen met de metro ging, hem geïnspireerd, toen hij in 1955 als eerste opperde om in Rotterdam geen tramtunnel aan te leggen, maar een metro. De metro die daar in 1968 ging rijden, loopt precies over het traject dat hij dertien jaar eerder al had voorgesteld.